# Войника
Войника е село в Югоизточна България. То се намира в община Стралджа, област Ямбол.

## История
Днешното село Войника е сравнително ново село. То възниква на мястото на турски чифлик, който е създаден няколко години преди това. А преди този чифлик мерата е принадлежала на чифликчията от село Саранлъ Еникьой (Каменец), и била доста голяма. В обширното поле около връх Бакаджик е имало много добри условия за скотовъдство. В чифлика отглеждат едър и дребен рогат добитък. Има малко ниви предимно в Тарава и край Юртската река.

## Обществени институции
Църквата „Успение Богородично“ е построена през 1870 г. Църквата е използвана и като училище до към 1890 г., а като църква – до края на 1938 г., когато е построена новата църква. По времето на социализма църквата е била превърната в склад.
Сегашната сграда на училището, в която се учи и до днес е открита през 1931 г. Оттогава носи и името на великия български поет и революционер Христо Ботев. В селото се намира читалище „Възраждане“-създадено през 1928 г.

## Редовни събития
- Ежегодно последната неделя от месец август се провежда събор.

## Личности

#### Родени
- Теньо Попов (* 1925 г.), български военен